# 丁格爾湖
68°34′S 78°4′E / 68.567°S 78.067°E
丁格爾湖，是南極洲的湖泊，位於伊利沙伯女皇地，處於斯蒂尼爾湖以西的布雷德內斯半島，挪威製圖師根據該國拍攝的空中照片繪入地圖，現時由南極條約體系管理。